# Courdimanche-sur-Essonne
Courdimanche-sur-Essonne  [kuʁd̪imɑ̃ʃ syʁ esɔn] je francouzská obec v departementu Essonne v regionu Île-de-France. V obci se nachází kostel svatého Gervásia a Protásia.

## Poloha
Obec Courdimanche-sur-Essonne se nachází asi 55 km jihovýchodně od Paříže. Obklopují ji obce Boutigny-sur-Essonne od severu na východ, Maisse na jihovýchodě a na jihu, Valpuiseaux na jihozápadě a Vayres-sur-Essonne na západě a severozápadě.

## Vývoj počtu obyvatel
Počet obyvatel